# Juan Ises
Juan Ises (en griego: Ἱωάννης Ἴσης; fl. 1221-1236) fue un alto comandante militar del Imperio de Nicea, con el rango de protostrator.
Es documentado por primera vez en una crisóbula emitida en 1221 por el emperador de Nicea Teodoro I Láscaris para el Monasterio de San Juan el Teólogo en Patmos. Jorge Acropolita lo menciona a continuación hacia 1224, cuando los habitantes de Adrianópolis enviaron emisarios a Nicea, donde pidieron al emperador Juan III Ducas Vatatzés que los liberara del dominio latino. Vatatzés envió a Ises, junto con Juan Camitzes, al frente de un ejército. La ciudad fue capturada fácilmente, pero poco después, a fines de 1224 o principios de 1225, el gobernante de Epiro, Teodoro Comneno Ducas, un rival de Vatatzés que también reclamó el título imperial, apareció ante la ciudad. Teodoro logró ganarse a los habitantes, e Ises y Camitzes acordaron abandonar la ciudad con la garantía de un paso seguro. Ises es mencionado por última vez en otro documento en 1236.